# Marek Suchowiejko
Marek Suchowiejko, (ur. 2 października 1955 w Szczecinku) – polski dziennikarz, wieloletni korespondent z Bułgarii, dyplomata.

## Życiorys
Urodził się w Szczecinku, studia wyższe skończył na Uniwersytecie Technicznym w Sofii, specjalność inżynieria elektryczna i elektroniczna. Od 1991 do 1994 roku pracował dla Polskiej Sekcji Radia Wolna Europa jako korespondent z Bułgarii. W latach 1994–2007 stale współpracował z dziennikiem Rzeczpospolita. Od 1997 roku był również korespondentem z Sofii Polskiego Radia. W czasie pracy jako dziennikarz współpracował również z tygodnikami Spotkania, Wprost i Polityka. Stale współpracował z Kroniką Sejmową oraz z miesięcznikiem Polska Zbrojna. W latach 2007–2012 był radcą ekonomicznym Ambasady RP w Sofii. Od września 2013 roku jest I Sekretarzem Wydziału Promocji Handlu i Inwestycji w Ambasadzie RP w Zagrzebiu. Ekspert do spraw sytuacji politycznej w Bułgarii i na Bałkanach.